# Иванов, Вадим Николаевич
Вади́м Никола́евич Ивано́в (1892—1962) — советский терапевт.

## Биография
Родился 17 (30 апреля) 1892 года в Мариуполе (ныне Донецкая область, Украина). В 1916 году окончил Киевский университет. С 1918 года работал в клинике данного университета под руководством Ф. Г. Яновского, который был преподавателем Вадима Николаевича. В 1934—1941 годах возглавлял кафедру факультетской терапии 2-го Киевского медицинского института. Работал заведующим кафедрой терапии санитарно-гигиенического факультета КМИ (1944—1951), также занимал должность заведующего кафедрой терапии Киевского стоматологического института (1945—1948). Руководил госпитальной (1951—1958) и факультетской (1958—1962) терапевтическими кафедрами КМИ, одновременно с этим с 1953 года являлся заведующим отделом клинической физиологии Института физиологии АН УССР.
Академик АН УССР (1957—1962), академик АМН СССР (1953—1962). Доктор медицинских наук (1935).

### «Дело врачей»
В начале 1950-х годов было открыто Дело врачей, когда ряд видных медиков оказались под следствием. Репрессивные органы предложили Вадиму Николаевичу подписать заключение о «преступной деятельности» обвиняемых. Чтобы не подписывать данное заключение, Вадим Иванов инсценировал сердечное заболевание (у того действительно пошаливало сердце). Данное заключение Вадим Иванов так и не подписал.

### Смерть
Умер 15 января 1962 года. Похоронен в Киеве на Байковом кладбище.

## Увековечение памяти
- Терапевтической клинике Республиканской клинической больницы МЗ Украины было присвоено имя В. Н. Иванова.

## Научные работы
Основные научные работы посвящены проблемам физиологии и патологии органов пищеварения. Вадим Иванов написал очень много научных трудов, из которых часть посвящены клинике и диагностике рака лёгких и желудка.
- Развивал клинико-физиологическое направление в медицине.
- Одним из первых в СССР разрабатывал проблемы гастрографии.

## Награды и премии
- Сталинская премия второй степени (1951) — за разработку новой конструкции томофлюорографа, аппарата для диагностики заболеваний внутренних органов.
- заслуженный деятель науки УССР (1946)